# IANA

Логотип IANA

IANA (англ. Internet Assigned Numbers Authority — Адміністрація адресного простору Інтернет) — американська організація, що керує просторами IP-адрес,  доменів верхнього рівня, а також реєструє типи даних MIME і параметри інших протоколів Інтернету. Працює під контролем ICANN.
Розташована у західній, надокеанській місцевості Лос-Анджелеса Плая-Віста.

## Розподіл IP-адрес
IANA делегує свої повноваження з розподілу IP-адрес  регіональним реєстраторам у вигляді діапазонів класу A («/ 8»). Регіональні реєстратори, в свою чергу, делегують дрібніші діапазони інтернет-провайдерам.
Також виділяють IPv6 - адреси.

## Реєстрація номерів портів TCP та UDP
IANA веде реєстр відповідності між номерами портів TCP та UDP та мережевими службами.